# Challenge Cup Pan-Americano de Hóquei sobre a grama Feminino de 2011
O Challenge Cup Pan-Americano de Hóquei sobre a grama Feminino de 2011 foi a primeira edição deste torneio, sendo o mesmo administrado e patrocinado pela Federação Pan-Americana de Hóquei (PAHF). A sede foi o Brasil, com as partidas sendo realizadas na cidade do Rio de Janeiro, em seu Complexo de Hóquei de Deodoro.
A seleção uruguaia conquistou o título deste campeonato, com uma campanha perfeita.

## Regulamento e participantes
Os participantes deste campeonato se enfrentaram no sistema de pontos corridos, onde cada equipe disputou quatro partidas. Os dois primeiros colocados fizeram a decisão, e houve também a disputa pelo terceiro lugar. 
Os países presentes nesta edição inaugural foram Bermuda, Brasil, Guiana, Paraguai e Uruguai. Este Challenge Cup outorgou duas vagas diretas à Copa Pan-Americana de 2013, disputada na cidade de Mendoza, na Argentina.

## Jogos
Seguem-se, abaixo, as partidas realizadas nesta competição.

### Primeira fase
1ª rodada
| 31 de julho |     |         |         |  |  |
| Brasil      | 3–0 | Bermuda | Reporte |  |  |

| 31 de julho |     |        |         |  |  |
| Paraguai    | 1–2 | Guiana | Reporte |  |  |

2ª rodada
| 1 de agosto |     |         |         |  |  |
| Uruguai     | 6–0 | Bermuda | Reporte |  |  |

| 1 de agosto |     |        |         |  |  |
| Brasil      | 1–1 | Guiana | Reporte |  |  |

3ª rodada
| 3 de agosto |     |         |         |  |  |
| Paraguai    | 0–5 | Uruguai | Reporte |  |  |

| 3 de agosto |     |         |         |  |  |
| Guiana      | 6–0 | Bermuda | Reporte |  |  |

4ª rodada
| 4 de agosto |     |          |         |  |  |
| Bermuda     | 0–1 | Paraguai | Reporte |  |  |

| 4 de agosto |     |         |         |  |  |
| Brasil      | 0–2 | Uruguai | Reporte |  |  |

5ª rodada
| 6 de agosto |     |        |         |  |  |
| Uruguai     | 2–0 | Guiana | Reporte |  |  |

| 6 de agosto |     |        |         |  |  |
| Paraguai    | 1–4 | Brasil | Reporte |  |  |

#### Classificação final - Primeira fase
| Equipe   | Pts | J | V | E | D | GF | GC | Saldo |
| -------- | --- | - | - | - | - | -- | -- | ----- |
| Uruguai  | 12  | 4 | 0 | 0 | 0 | 15 | 0  | +15   |
| Guiana   | 7   | 4 | 2 | 1 | 1 | 9  | 4  | +5    |
| Brasil   | 7   | 4 | 2 | 1 | 1 | 8  | 4  | +4    |
| Paraguai | 3   | 4 | 1 | 0 | 3 | 3  | 11 | -8    |
| Bermuda  | 0   | 4 | 0 | 0 | 4 | 0  | 16 | -16   |

- Convenções: Pts = pontos, J = jogos, V = vitórias, E = empates, D = derrotas, GF = gols feitos, GC = gols contra, Saldo = diferença de gols.
- Critérios de pontuação: vitória = 3, empate = 1, derrota = 0.
- Uruguai e Guiana asseguraram presença na Copa Pan-Americana de 2013.

### Fase final

#### Decisão 3º lugar
| 7 de agosto |     |          |         |  |  |
| Brasil      | 2–1 | Paraguai | Reporte |  |  |

#### Decisão do título
| 7 de agosto |     |        |         |  |  |
| Uruguai     | 6–0 | Guiana | Reporte |  |  |

## Campeã
| Challenge Cup Pan-Americano de 2011 Hóquei sobre a grama feminino |
| ----------------------------------------------------------------- |
| Uruguai (1º título)                                               |